# Сюго
Сюго́ (яп. 守護, しゅご, «протектор», «защитник») — название должности военного главы провинции в Камакурском и Муроматском сёгунатах в Японии XII—XVI веков. В западной историографии часто переводится как «военный губернатор» или «протектор».
Должность сюго была учреждена в 1185 году приказом сёгуна Минамото-но Ёритомо, который под предлогом ареста своего мятежного брата Минамото-но Ёсицунэ получил от Императорского двора разрешение на размещение своих властных представительств в провинциях. На эти должности были назначены влиятельные гокэнины, которые стали олицетворением судебной и исполнительной власти сёгунов в регионах. В обязанности этих должностных лиц входила организация и выучка провинциальных самураев-гокэнинов, назначение их на службу для охраны и присмотра за дворцами Императора и экс-Императора, контроль за деятельностью дзито, заведующих имениями, а также проведение судов и расправ над антисёгунатскими силами, убийцами и нарушителями порядка.
Ослабление центральной власти сёгуната в середине XIII века способствовало усилению сюго. Последние захватывали провинциальные администрации кокуси, переподчиняли себе налоговые ведомства и постепенно превращались в реальных хозяев регионов, так называемых сюго-даймё. Этот процесс ускорился с XV века. После войны годов Онин (1467—1477) большинство сюго эволюционировало в региональных феодалов даймё.